# JMSDF Kure Museum
Il JMSDF Kure Museum  (海上自衛隊呉史料館?, Kaijōjieitai Kure Shiryōkan) è un museo di Kure, presso Hiroshima.

## Descrizione
Il museo, inaugurato nel 2007, è dedicato al Kaijō Jieitai, la forza di autodifesa marittima del Giappone. 

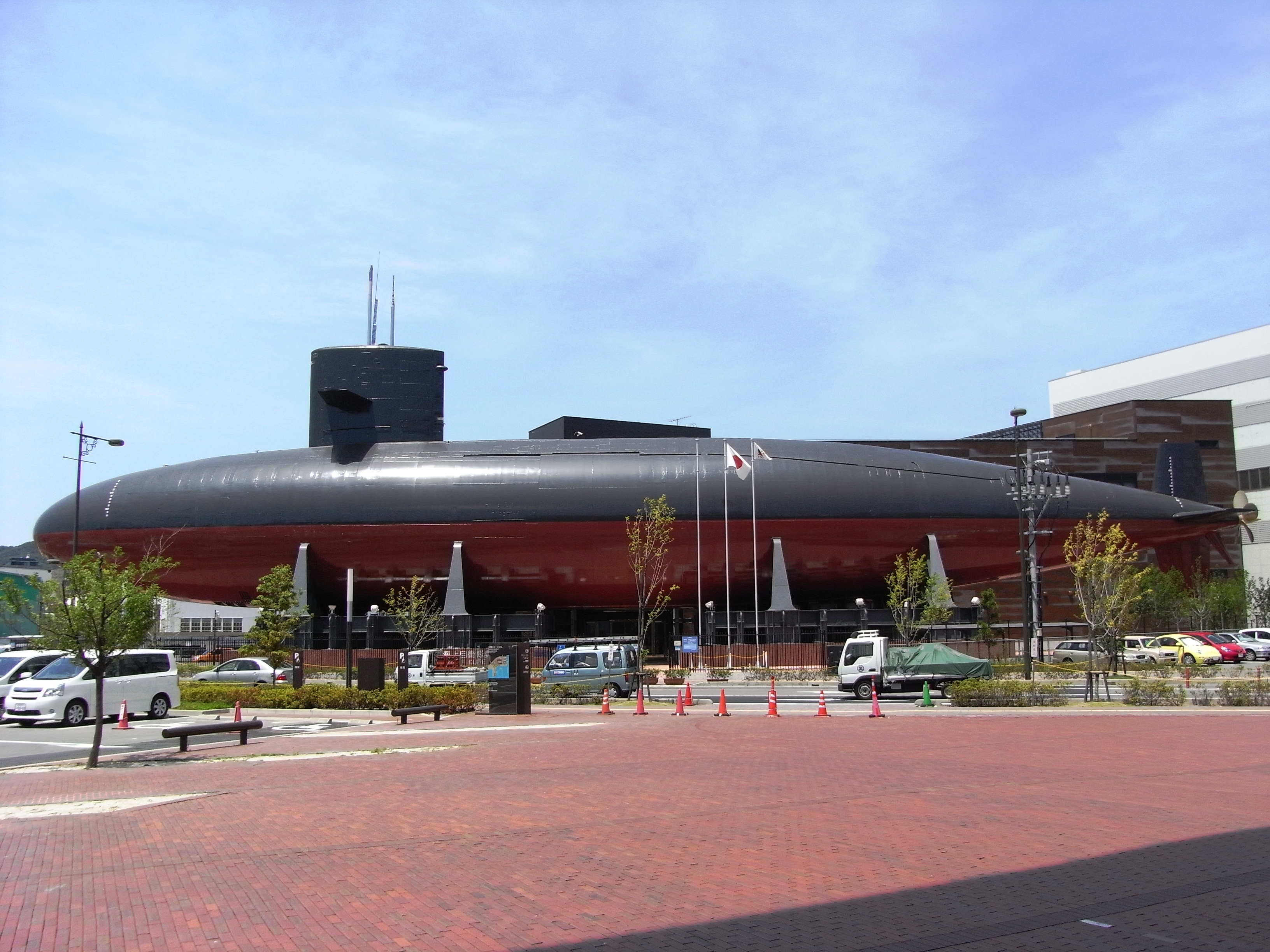
Il sottomarino Akashio SS-579

Il museo è suddiviso in tre piani, ognuno dedicato ad un particolare argomento. Il primo è dedicato alla storia del JMSDF mentre quello superiore illustra e spiega l'attività di sminamento marittimo operato dalla forza marittima anche al di fuori delle acque territoriali giapponesi, come ad esempio in Kuwait dopo la guerra del Golfo.
All'ultimo piano, il terzo, è riprodotta e spiegata al visitatore la vita a bordo di un sottomarino. Sempre dal terzo piano è possibile accedere all'Akashio SS-579, un sottomarino del Kaijō Jieitai, radiato dal servizio, di 2250 tonnellate e 76.2 metri di lunghezza, conservato all'esterno dell'edificio.